# Villímar
Villímar es un barrio de la localidad de Burgos.

## Datos generales
Es, en la actualidad, un barrio situado 5,5 km al nordeste del centro de la ciudad de Burgos, en la carretera de Poza y margen derecha del río Vena donde recibe el afluente denominado Hurones que llega desde la localidad de Hurones atravesando Villayerno Morquillas. En 2008, contaba con 782 habitantes, 888 en 2010.
La nueva estación de trenes de Burgos se encuentra al lado de este barrio desde su inauguración el 12 de diciembre de 2008.

## Historia
La ciudad de Burgos, había poseído antes Villímar, pero durante las contiendas sucedidas la metió en behetría el señor de Vizcaya. El 21 de mayo de 1293 el rey Sancho IV agregó a Burgos Villaymara, diciendo:

«... Queriemos que Burgos tenga Villaymara, que solia ser realenga, é manmdamos que la entren é la hayan por realenga, é por su término, ansí como la solían naber antes que D. Lope  la tomase e la entrase en behetría ...»

Barrio que formaba parte, del Partido de Burgos, uno de los catorce que formaban la Intendencia de Burgos, en su categoría de pueblos solos, durante el periodo comprendido entre 1785 y 1833, en el Censo de Floridablanca de 1787, jurisdicción de realengo, perteneciente a la ciudad de Burgos con alcalde pedáneo. Contaba entonces con 217 habitantes.

## Parroquia
- Iglesia de San Adrián Mártir.